# Journey to Atlantis (SeaWorld Orlando)
Journey to Atlantis im SeaWorld Orlando (Orlando, Florida, USA) ist eine Wasserachterbahn vom Modell Water Coaster des Herstellers Mack Rides, die 17. April 1998 eröffnet wurde. Sie war die erste Achterbahn des Modells dieses Herstellers.
Ein großer Teil der Fahrt findet innerhalb des aufwendig thematisierten Gebäudes statt. Die hybriden Wagen schwimmen vorbei an Szenen eines fiktiv gestalteten Atlantis und werden anschließend mit einem Kettenlifthill zu einer Abfahrt hinaufbefördert. Die Abfahrt beschreibt eine Linkskurve und endet an einem weiteren Kettenlift der die Wagen zur abschließenden Abfahrt mit Wasserung transportiert. Die Bahn kombiniert eine Achterbahnfahrt mit Elementen von Dark Ride und Wildwasserbahn.